# Araneus favorabilis
Araneus favorabilis là một loài nhện trong họ Araneidae.
Loài này thuộc chi Araneus. Araneus favorabilis được William Joseph Rainbow miêu tả năm 1916.